# Prunetto
Prunetto – miejscowość i gmina we Włoszech, w regionie Piemont, w prowincji Cuneo.
Według danych na rok 2004 gminę zamieszkiwały 492 osoby, 35,1 os./km².